# Gracilisuchidae
Los gracilisúquidos (Gracilisuchidae) son una familia extinta de arcosaurios suquios que vivieron desde principios del Triásico Medio hasta inicios del Triásico Superior (Anisiense - Carniense temprano) en China y Argentina.

## Distribución
El más antiguo gracilisúquido conocido es Turfanosuchus dabanensis de la época del Anisiense de Xinjiang, China. Por otra parte, se conocen dos gracilisúquidos de las épocas del Ladiniense o inicios del Carniense, Gracilisuchus stipanicicorum y Yonghesuchus sangbiensis, de provincia de La Rioja de Argentina, y Shanxi en China, respectivamente. Esas especies fueron consideradas como enigmáticas antes de su reconocimiento como una familia en 2014, sugiriendo una rápida diversificación filogenética de los arcosaurios durante el Triásico Medio. Esta radiación es parte de la amplia recuperación de los ecosistemas terrestres tras la extinción masiva del Pérmico-Triásico. Los gracilisúquidos son conocidos de paleolatitudes del norte y del sur aproximadamente similares, demostrando que los arcosaurios primitivos tuvieron una amplia distribución en la mayor parte de Pangea a inicios del Triásico Medio.

## Historia
La familia Gracilisuchidae fue denominada originalmente en un esquema de clasificación para todos los vertebrados fósiles, publicado por Robert L. Carroll en 1988. Como Carroll no proporcionó ninguna descripción o definición para erigir este nombre, quedaba invalidada según el artículo 13.1.1 del Código Internacional de Nomenclatura Zoológica. Richard J. Butler, Corwin Sullivan, Martín D. Ezcurra, Jun Liu, Agustina Lecuona y Roland B. Sookias describieron y nombraron oficialmente a la familia en 2014, para incluir a varios arcosaurios tempranos, anteriormente considerados como enigmáticos. Aparte de Gracilisuchus stipanicicorum, Carroll asignó a Gracilisuchidae a Lewisuchus admixtus del Triásico Medio, el cual es ahora considerado como un posible dinosauriforme silesáurido. Turfanosuchus dabanensis y Yonghesuchus sangbiensis fueron considerados como arcosaurios basales o troncales antes de su inclusión en esta familia en 2014, dependiendo de la hipótesis filogenética.